# Orlando Colón
Orlando Tito Colón (* 24. března 1982 San Juan, Portoriko) je portorický profesionální wrestler. Na začátku své kariéry pracoval pro Hybrid Pro Wrestling, nezávislé organizaci ve Schoolcraftu, Michigan. V roce 2006 debutoval v World Wrestling Council, tuto společnost vlastní jeho strýc Carlos Colón. Jeho bratranci jsou Primo a bývalý WWE wrestler Carlito. Během práce s WWC měl menší účast v Pro Wrestling Zero1. V lednu 2010 Colón opustil WWC po podepsání rozvojového kontraktu s WWE kde začal působit pod jménem Epico v rosteru Raw. Tam byl napůl WWE Tag Team šampionem se svým opravdovým bratrancem Primem.

## Ve wrestlingu
- Zakončovací chvaty
  - Backstabber
- Ostatní chvaty
  - Butterfly suplex
  - Dropkick
  - Flying forearm smash
  - German suplex
  - Gory special
  - Hurricanrana
  - Side slam
  - Slingshot somersault senton - FCW
  - Slingshot splash
- Manažeři
  - Rosa Mendes
  - Raquel Diaz
  - A.W
- Theme songy
  - "Let Battle Commence" od Daniela Nielsena (FCW; 2011; používáno v době týmu The Ascension)
  - "Wrong Time (A)" (WWE; 4. listopadu 2011; použito pouze při debutu)
  - "Gangsta" od Jima Johnstona (WWE; 11. listopadu 2011; jednou použito společně s Hunicem)
  - "Barcode" od Jacka Elliota (WWE; 17. listopadu 2011 - současnost; používáno v týmu s Primem)

## Šampionáty a ocenění
- Florida Championship Wrestling
  - FCW Florida Tag Team šampionát (2krát) - s Hunicem
- Pro Wrestling Illustrated
  - Žebříček PWI ho v roce 2011 zařadil na 287. místo v 500 nejlepších wrestlerech PWI 500
- World Wrestling Council
  - WWC Puerto Rico Heavyweight šampionát (6krát)
  - WWC Caribbean Heavyweight šampionát (1krát)
- World Wrestling Entertainment
  - WWE Tag Team šampionát (1krát) - s Primem